# David Smith (escultor)
David Smith (Decatur, 09 de março 1906 - South Shaftsbury, 23 de maio de 1965) foi um escultor norte-americano famoso por suas construções abstratas en metal.

## Biografia
Nasceu em 9 de março de 1906 em Decatur, Indiana e mudou-se para Paulding, Ohio em 1921, onde frequento ensino médio. Estudou na Liga de Estudantes de Arte de Nova Iorque em 1926, onde conheceu Dorothy Dehner, com quem era casado de 1927 a 1952. Entre seus professores estavam o pintor norte-americano John Sloan e o pintor modernista checo Jan Matulka, que estudara com Hans Hofmann. Matulka apresentou a Smith o trabalho de Picasso, Mondrian, Kandinsky e também ao construtivismo russo. Em 1929, Smith conheceu John D. Graham, que mais tarde o apresentou a escultura de aço soldado de Picasso e Julio González.
Em 1933 fez sua primeira escultura em ferro, ao estudar fotografias de Pablo Picasso e Julio González.
Na Segunda Guerra Mundial trabalhou em uma fábrica de locomotoras onde começou seu interesse pela maquinaria e pelas construções.
Destacam-se seus trabalhos intitulados Cubi que consistem em grandes blocos de metal sobre altos pedestais.
Morreu em 24 de maio de 1965 aos 59 anos, num acidente de viação em Bennington, Vermont.